# ロバート・ローゼン
ロバート・ローゼン (Robert Rosen, 1934年6月27日 – 1998年12月28日) はアメリカの理論生物学者。「生命とは何か?」 という問いを独特の哲学的、数理的な考察の元で探究し、関係生物学 (relational biology) と呼ばれる枠組みにおいて定式化しようと試みた。
ニューヨークブルックリン区生まれ。コロンビア大学で数学を学んだ後、シカゴ大学で数理生物学への研究に転じ、ニコラス・ラシェフスキー (Nicholas Rashevsky) に学んで彼の関係生物学の概念に強い影響を受けた。 ニューヨーク州立大学バッファロー校を経て、1975年より退官までカナダ、ハリファックスのダルハウジー大学で生物物理を教えた。ニューヨーク州ロチェスターで死去。

## 研究の概要
生命組織の本質を捉えるにあたって、ローゼンは物質よりもその背後にある構造に注目しようとした。 このことは、物理学や化学を基盤とし物質系としての生命現象の特殊さを説明することではなく、組織として何が特殊であるのかを説明しようと試みることを意味した。 さらに、生命組織を特徴づけようとする問いは、科学的アプローチそのものへの再考を促した。 ローゼンは、生命組織が従来の科学の方法論では十分捉えきれないものであるのは、我々が問う問いが求めている因果関係と比較して、従来の科学的説明において許された因果関係がごく限られた含意関係 （インテイルメント、 entailment） に制限されているためであると主張した。 換言すれば、これは生命組織を説明するにあたって機械論に基づく還元主義に本質的な不足があることを主張するものである。 
この主張を明確にするために、ローゼンは、モデルやメタファー、状態、シミュレーション、マシン、機能、複雑性といった様々な概念を独自に定式化し直すことになった。 これらの概念を定式化するにあたり一部には、数学的構造の間の抽象的な関係を表す数学的道具である圏論に着想を得たある種の独自の図式が用いられた。 この図式の射は代数構造を保存する射のようなものではなくインテイルメントの関係を表すものと捉えられる。 ローゼンは、これらの道具と概念を通じて、機械論がもつ不足が物理学や分子生物学が依拠する数学的形式そのものに内在する本質的なものであると結論している。
一方、ローゼンはこうしたアプローチに基づき、1950年代後半に細胞の代謝系がもつべき最小限の閉じた構造を示すものとして (M, R) システム の概念を提出した。 (M, R) システムでは、代謝物質の変換や、その代謝物質から代謝ネットワークの機能の指定のような写像は作用因とみなされる。 このシステムの本質は、代謝系とその再生産の因果関係があるレベルで作用因に関して閉じているとされることである。 こうした定式化は部分的にオートポイエーシスの概念との類似が指摘されている。
また、科学におけるモデルの役割りは、自然システムと形式システムとの間に成立するモデル化関係 (modeling relation) として概念化された。 ここでは、ある自然システムを表そうとする形式モデルの間に成立するある種の関係の構造が代数的に議論された。  簡単に言って、もしあるモデルから予測される振る舞いに自然システムが従うならばそのシステムはシミュレーション可能 (simulable) である。 もしそうでないならば、システムは複雑 (complex) だと言われる。 よってこのローゼンの定義に基づく複雑性の概念は計算可能性と関係づけられる。 この概念は、複雑系科学が問題にしている複雑性とは異なるものであるので、ときにローゼンの複雑性 (Rosennian complexty) と呼び慣わされている。
ローゼンの考えに基づけば、例えば、タンパク質の機能的役割が純粋にアミノ酸の配列を用いて探究できるとする信念は批判され、直接にタンパク質の三次構造や活性部位を計算するアルゴリズムを見出すことは不可能であるとされる。 また、ダーウィニズムは進化におけるインテイルメントを示すものでないために、進化の記述を純粋な歴史記述の集まりに留まらざるを得ないものとしていると主張する。
ローゼンのアプローチは、その用語や概念の独自性もあって、現在生命科学はもちろん理論生物学や複雑系科学の分野においても大勢にはあまり認知されていない。 残りの人々にとってもローゼンの研究の評価は大きく分かれている。 例えば、ジョン・キャスティ (John Casti) はローゼンの研究は今後数十年の間、学者が取り組んで行かねばならないであろう重要なものであると評価している。 一方で、彼の提出した概念には形式的に不明瞭な部分も多く、数学的な不備もしくは不適切さなどに対する指摘がある。 彼の研究をそもそも一種の科学哲学の領域に属するものと捉えることもできる。 一方、そのことは逆に、「生命とは何か」といった直観的な問いの定式化を試みる限り、対象の科学的探求と科学哲学的な反省とが切り離せないものであることを示唆しているとも捉えられる。

## 主な著書
- (1970) Dynamical Systems Theory in Biology, New York: Wiley Interscience; 山口昌哉他訳 (1974) 『生物学におけるダイナミカルシステムの理論』 産業図書, ISBN 478280606X.
- (1978) Fundamentals of Measurement and Representation of Natural Systems, New York: Elsevier, ISBN 0444002618.
- (1985) Anticipatory Systems: Philosophical, Mathematical and Methodological Foundations, New York: Pergamon Pr., ISBN 008031158X.
- (1991) Life Itself: A Comprehensive Inquiry Into the Nature, Origin, and Fabrication of Life, New York: Columbia Univ. Pr.; (2005) ISBN 0231075650 (new ed., pbk).
- (2000) Essays on Life Itself, New York: Columbia Univ. Pr., ISBN 0231105118 (pbk).